# ذقیحه (روستا)
 ذقیحه  به عربی ( ذُقیحَة )، روستایی است در دهستان المقاطر از توابع استان شبوه در کشور یمن در شبه جزیره عربستان.

## جمعیت
جمعیت آن ( ۸۷) نفر (۶ خانوار) می‌باشد.